# Parisienne Walkways - The Blues Collection
Parisienne Walkways - The Blues Collection es un álbum recopilatorio del guitarrista norirlandés de blues rock y hard rock Gary Moore, publicado en 2003 para Europa y en 2004 para Norteamérica a través de EMI Music.
Como su nombre lo indica incluye solo temas del blues rock, extraídos principalmente de los álbumes Still Got the Blues, After Hours, Blues for Greeny y el disco en vivo Blues Alive. Sin embargo uno de sus principales temas, «Still Got the Blues (For You)» no apareció en el listado de canciones que provocó una gran duda en los críticos, ya que según ellos es una de las canciones más representativas del guitarrista en dicho género musical.
Solo dos días después de su lanzamiento, fue publicado la segunda parte del recopilatorio llamado Back on the Streets - The Rock Collection, que incluye canciones más rockeras y enfocadas en los trabajos de la década de los ochenta.

## Lista de canciones
| N.º | Título                          | Duración |  |
| 1.  | «Oh Pretty Woman»               | 4:26     |  |
| 2.  | «Walking By Myself»             | 2:56     |  |
| 3.  | «Need Your Love So Bad»         | 7:53     |  |
| 4.  | «Merry Go Round»                | 4:15     |  |
| 5.  | «Showbiz Blues»                 | 4:09     |  |
| 6.  | «Love that Burns»               | 6:29     |  |
| 7.  | «Parisienne Walkways» (en vivo) | 6:51     |  |
| 8.  | «That Kind of Woman»            | 4:27     |  |
| 9.  | «The Sky Is Crying»             | 4:54     |  |
| 10. | «Cold Day in Hell»              | 4:26     |  |
| 11. | «Only Fool in Town»             | 3:53     |  |
| 12. | «King of the Blues» (en vivo)   | 6:01     |  |